# Paul Thomas (pisarz)
Paul Thomas (ur. 1951) – nowozelandzki pisarz, dziennikarz i scenarzysta. 

## Życiorys
Urodził się w Harrogate (Wielka Brytania). Studiował na Uniwersytecie Auckland.
Thomas jest autorem powieści kryminalnych, pisze też o sporcie. Akcja jego utworów rozgrywa się przeważnie w Australii bądź Nowej Zelandii. Powieści pisane są z dużą dawką humoru, szczególnie seria, w której pojawia się Tito Ihaka, maoryski detektyw, działający w Auckland. W powieściach tych Thomas szkicuje szeroką panoramę społeczną współczesnego Auckland.
Jego powieść Inside Dope w 1995 r. została wyróżniona australijską nagrodą im. Neda Kelly’ego za najlepszą powieść kryminalną.
Mieszka i pracuje w Wellington.

## Publikacje
- 1990 – Christmas in Rarotonga – biograficzna opowieść na temat nowozelandzkiego krykiecisty Johna Wrighta
- 1993 – Straight form the Hart – biografia Johna Harta, sędzia rugby
- 1994 – Dirty Laundry (także: Old School Tie) – powieść kryminalna
- 1995 – Inside Dope – powieść kryminalna
- 1996 – Guerrilla Season – powieść kryminalna
- 1997 – Change of Hart – powieść biograficzna
- 1999 – Final Cut – powieść kryminalna
- 2002 – The Empty Bed – powieść kryminalna
- 2003 – Sex Crimes – powieść kryminalna
- 2006 – Work in Progress – powieść kryminalna
- 2003 – A Whole New Ball Game